# Triple saut féminin aux championnats du monde d'athlétisme 2015
Navigation
Moscou 2013 Londres 2017
L'épreuve du triple saut féminin des championnats du monde de 2015 s'est déroulée les 22 et 24 août 2015 dans le Stade national de Pékin, le stade olympique de Pékin, en Chine. Elle est remportée par la Colombienne Caterine Ibargüen.

## Records et performances

### Records
Les records du triple saut femmes (mondial, des championnats et par continent) étaient avant les championnats 2015 les suivants :  
| Record                    | Athlète                | Pays       | Distance | Lieu         | Date                        |
| ------------------------- | ---------------------- | ---------- | -------- | ------------ | --------------------------- |
| Record du monde           | Inessa Kravets         | Ukraine    | 15,50 m  | Göteborg     | 10 août 1995                |
| Record des championnats   | Inessa Kravets         | Ukraine    | 15,50 m  | Göteborg     | 10 août 1995                |
| Record d'Afrique          | Françoise Mbango Etone | Cameroun   | 15,39 m  | Beijing      | 17 août 2008                |
| Record d'Asie             | Olga Rypakova          | Kazakhstan | 15,25 m  | Split        | 4 septembre 2010            |
| Record d'Amérique du Nord | Yargeris Savigne       | Cuba       | 15,28 m  | Osaka        | 31 août 2007                |
| Record d'Amérique du Sud  | Caterine Ibargüen      | Colombie   | 15,31 m  | Monaco       | 18 juillet 2014             |
| Record d'Europe           | Inessa Kravets         | Ukraine    | 15,50 m  | Göteborg     | 10 août 1995                |
| Record d'Océanie          | Nicole Mladenis        | Australie  | 14,04 m  | Hobart Perth | 9 mars 2002 7 décembre 2003 |

### Meilleures performances de l'année 2015
Les dix athlètes les plus performants de l'année sont, avant les championnats, les suivants (plein air).
Caterine Ibargüen (Colombie) a réalisé des bonds à 15,02 et 15,18 m lors de la compétition à Eugene (Oregon) mais été dotée de vents trop favorables. Elle réalisa également 15,08 m à Toronto lors des Jeux panaméricains mais le vent fut trop venté à nouveau.
Gabriela Petrova réalisa quant à elle 14,85 m lors des Championnats d'Europe par équipes mais le vent était également trop favorable.
|   | Athlète                 | Pays       | Distance | Lieu           | Date            |
| - | ----------------------- | ---------- | -------- | -------------- | --------------- |
| 1 | Ekaterina Koneva        | Russie     | 15,04 m  | Eugene, Orégon | 30 mai 2015     |
| 2 | Caterine Ibargüen       | Colombie   | 14,88 m  | Eugene, Orégon | 30 mai 2015     |
| 3 | Gabriela Petrova        | Bulgarie   | 14,64 m  | Prague         | 8 juin 2015     |
| 4 | Olga Saladukha          | Ukraine    | 14,62 m  | Shanghai       | 17 mai 2015     |
| 5 | Hanna Knyazyeva-Minenko | Israël     | 14,61 m  | Prague         | 8 juin 2015     |
| 6 | Olga Rypakova           | Kazakhstan | 14,48 m  | Almaty         | 12 mai 2015     |
| 7 | Kristin Gierisch        | Allemagne  | 14,38 m  | Nuremberg      | 26 juillet 2015 |
| 8 | Kimberly Williams       | Jamaïque   | 14,34 m  | Kingston       | 28 juin 2015    |
| 9 | Susana Costa            | Portugal   | 14,32 m  | Madrid         | 11 juillet 2015 |
| 9 | Irina Ektova            | Kazakhstan | 14,32 m  | Almaty         | 17 juillet 2015 |

## Engagées
Pour se qualifier pour les championnats (minima A), il fallait avoir réalisé au moins 14,20 m m entre le 1er octobre 2014 et le 10 août 2015. 

## Médaillées
| Or                | Argent                  | Bronze        |
| Caterine Ibarguen | Hanna Knyazyeva-Minenko | Olga Rypakova |

## Résultats

### Finale
| Rang               | Athlète                 | Pays       | Essais  | Essais  | Essais  | Essais  | Essais  | Essais  | Marque  | Notes |
| Rang               | Athlète                 | Pays       | 1       | 2       | 3       | 4       | 5       | 6       | Marque  | Notes |
| ------------------ | ----------------------- | ---------- | ------- | ------- | ------- | ------- | ------- | ------- | ------- | ----- |
| Médaille d'or      | Caterine Ibargüen       | Colombie   | 14,47 m | 14,80 m | 14,54 m | 14,90 m | 13,93 m | 14,70 m | 14,90 m | SB    |
| Médaille d'argent  | Hanna Knyazyeva-Minenko | Israël     | x       | 14,78 m | 14,53 m | x       | x       | x       | 14,78 m | NR    |
| Médaille de bronze | Olga Rypakova           | Kazakhstan | 14,23 m | x       | x       | 14,59 m | x       | 14,77 m | 14,77 m | SB    |
| 4                  | Gabriela Petrova        | Bulgarie   | 14,52 m | 14,33 m | 14,47 m | 14,23 m | 14,66 m | 14,44 m | 14,66 m | PB    |
| 5                  | Kimberly Williams       | Jamaïque   | 13,97 m | 14,26 m | 14,16 m | 14,06 m | 14,45 m | x       | 14,45 m | SB    |
| 6                  | Olga Saladukha          | Ukraine    | 14,22 m | 14,05 m | 14,04 m | 14,41 m | x       | 14,39 m | 14,41 m |       |
| 7                  | Ekaterina Koneva        | Russie     | 14,03 m | 14,37 m | 14,05 m | 14,36 m | 14,25 m | 14,35 m | 14,37 m |       |
| 8                  | Kristin Gierisch        | Allemagne  | x       | 13,63 m | 14,25 m | 14,18 m | 14,25 m | 12,87 m | 14,25 m |       |
| 9                  | Jeanine Assani Issouf   | France     | 13,83 m | x       | 14,12 m |         |         |         | 14,12 m |       |
| 10                 | Yosiris Urrutia         | Colombie   | 14,09 m | 13,93 m | x       |         |         |         | 14,09 m |       |
| 11                 | Shanieka Thomas         | Jamaïque   | 13,88 m | 14,01 m | 14,08 m |         |         |         | 14,08 m |       |
| 12                 | Keila Costa             | Brésil     | 13,72 m | x       | 13,90 m |         |         |         | 13,90 m |       |

### Qualifications
Qualification : 14,25 m (Q) ou les 12 meilleurs sauts (q).
| Rang | Groupe | Athlète                 | Nationalité | Essai 1 | Essai 2 | Essai 3 | Résultat | Notes |
| ---- | ------ | ----------------------- | ----------- | ------- | ------- | ------- | -------- | ----- |
| 1    | B      | Gabriela Petrova        | Bulgarie    | 14,09 m | 14,11 m | 14,44 m | 14,44 m  | Q     |
| 2    | B      | Caterine Ibargüen       | Colombie    | 14,42 m |         |         | 14,42 m  | Q     |
| 3    | A      | Olha Saladuha           | Ukraine     | 14,34 m |         |         | 14,34 m  | Q     |
| 4    | B      | Olga Rypakova           | Kazakhstan  | 14,33 m |         |         | 14,33 m  | Q     |
| 5    | A      | Hanna Knyazyeva-Minenko | Israël      | 14,27 m |         |         | 14,27 m  | Q     |
| 6    | A      | Kimberly Williams       | Jamaïque    | x       | 14,23 m | 13,92 m | 14,23 m  | q     |
| 7    | A      | Ekaterina Koneva        | Russie      | 14,12 m | 13,69 m | 13,65 m | 14,12 m  | q     |
| 8    | B      | Shanieka Thomas         | Jamaïque    | 13,90 m | 14,05 m | 13,89 m | 14,05 m  | q     |
| 9    | B      | Jeanine Assani-Issouf   | France      | x       | 13,77 m | 14,04 m | 14,04 m  | q     |
| 10   | B      | Keila Costa             | Brésil      | 13,60 m | 13,86 m | 14,03 m | 14,03 m  | q     |
| 11   | B      | Kristin Gierisch        | Allemagne   | 13,71 m | x       | 13,95 m | 13,95 m  | q, SB |
| 12   | A      | Yosiris Urrutia         | Colombie    | x       | 13,84 m | 13,17 m | 13,84 m  | q     |
| 13   | B      | Kristiina Mäkelä        | Finlande    | x       | x       | 13,83 m | 13,83 m  |       |
| 14   | A      | Simona La Mantia        | Italie      | x       | 13,49 m | 13,77 m | 13,77 m  |       |
| 15   | A      | Dana Velďáková          | Slovaquie   | x       | 13,76 m | 13,74 m | 13,76 m  |       |
| 16   | A      | Patricia Mamona         | Portugal    | 13,61 m | 13,74 m | 13,58 m | 13,74 m  |       |
| 17   | A      | Iryna Ektova            | Kazakhstan  | x       | 13,61 m | x       | 13,61 m  |       |
| 18   | A      | Elena Panturoiu         | Roumanie    | 13,58 m | x       | 13,50 m | 13,58 m  |       |
| 19   | A      | Dovilė Dzindzaletaitė   | Lituanie    | 13,58 m | 12,51 m | x       | 13,58 m  |       |
| 20   | B      | Li Yanmei               | Chine       | x       | 13,40 m | 13,57 m | 13,57 m  |       |
| 21   | A      | Li Xiaohong             | Chine       | 13,52 m | 13,46 m | x       | 13,52 m  |       |
| 22   | A      | Nubia Soares            | Brésil      | x       | x       | 13,52 m | 13,52 m  | SB    |
| 23   | A      | Wang Wupin              | Chine       | 12,93 m | 12,93 m | 13,48 m | 13,48 m  |       |
| 24   | B      | Christina Epps          | États-Unis  | x       | 13,36 m | x       | 13,36 m  |       |
| 25   | B      | Cristina Bujin          | Roumanie    | x       | 13,21 m | x       | 13,21 m  |       |
| 26   | B      | Joelle Mbumi Nkouindjin | Cameroun    | x       | x       | 13,06 m | 13,06 m  |       |
| 27   | B      | Tetyana Ptashkina       | Ukraine     | x       | x       | 13,05 m | 13,05 m  |       |
|      | B      | Susana Costa            | Portugal    | x       | x       | x       | NM       |       |

## Légende
Records et Performances
- AR : Record continental (area record)
- CR : Record des championnats (championship record)
- MR : Record du meeting (meet record)
- NR : Record national (national record)
- OR : Record olympique (olympic record)
- PR : Record paralympique (paralympic record)
- PB : Record personnel (personal best)
- SB : Meilleure performance personnelle de la saison (season's best)
- WL : Meilleure performance mondiale de l'année (world leader)
- WJR : Record du monde junior (world junior record)
- WR : Record du monde (world record)

Circonstances et Conditions
- DNF : N'a pas terminé (did not finish)
- DNS : N'a pas pris le départ (did not start)
- DQ : Disqualification (disqualification)
- NM : Aucun essai valable enregistré (No Mark)
- Q : Qualifié « directement » au prochain tour (ou à la prochaine compétition), lors d'une compétition majeure, grâce au classement ou à la réalisation des minima (automatic qualifier)
- q : Qualifié au prochain tour (ou à la prochaine compétition), lors d'une compétition majeure, grâce au repêchage ou à la réalisation de l'une des meilleures performances parmi celles des « non qualifiés directement » (grâce au meilleur temps ou à la meilleure distance par exemple) (secondary qualifier)